# 莎拉·贝克韦尔
莎拉·贝克韦尔（Sarah Bakewell，1963年—） 是一位英国作家，居住在伦敦。

## 早年生活
莎拉·贝克韦尔出生在英格兰西南部多塞特郡的沿海市鎮伯恩茅斯，她的父母在那里经营一家小旅馆。她五岁时，全家乘坐露营车穿越印度，旅行了两年，然后定居澳大利亚悉尼。在那里，她的父亲当书商，母亲当图书管理员。 小时候，她经常写作， 在书店工作。
贝克韦尔在英国埃塞克斯大学学习哲学。她开始攻读哲学家马丁·海德格尔的博士学位，后来放弃，搬到伦敦，最初在一家茶包工厂找到了工作。贝克韦尔后来完成了人工智能研究生学位。

## 职业生涯
贝克韦尔在1990年代初开始在伦敦威尔康图书馆（Wellcome Library）担任古籍部主任期间，重新开始写作。她在图书馆呆了十年，在那里她偶然发现有趣的历史片段和一本小册子，启发她写了第一本书《聪明》（The Smart）。
2002年，她辞掉了工作，专心写作。2005年，她出版了19世纪丹麦革命家和探险家约尔根·约尔根森（Jørgen Jørgensen）的传记《英国丹麦人》（The English Dane）。他是在冰岛引发革命，摆脱丹麦控制的关键人物。
从 2008 年至 2010 年，贝克韦尔为英國國民信託担任稀有书籍的兼职编目员，为英国的历史书籍进行编目。 2010年，她出版了《如何生活》（How to Live），这是关于16世纪散文家米歇尔·德·蒙田的传记。这本书受到好评，《卫报》称其为“对大师超凡、热情洋溢的介绍”这本书受到大西洋两岸的广泛好评。该书荣获2010年美国国家书评人协会奖。
2016年，贝克韦尔出版了《存在主义咖啡馆：自由、存在和杏子鸡尾酒》（At the Existentialist Cafe: Freedom, Being, and Apricot Cocktails），这是一本关于存在主义运动及其领袖让-保罗·萨特、西蒙娜·德·波伏娃、阿尔贝·卡缪、马丁·海德格尔、埃德蒙德·胡塞爾、卡尔·雅斯貝爾斯和莫里斯·梅洛-庞蒂 的传记。贝克韦尔年轻时被存在主义运动所吸引，16岁时，她用生日钱买了萨特的小说《恶心》。贝克韦尔将这些个人经历写入书中。《纽约时报》评论家珍妮特·马斯林写道，“作为一个在晚年重读这些材料的人，她把自己的反应也作为故事的一部分。” 《存在主义咖啡馆》被《纽约时报》列为2016年十佳书籍。
贝克韦尔在牛津大学凯洛格学院讲授创意写作。

## 获奖
- 2018年获温德姆-坎贝尔文学奖（Windham–Campbell Literature Prize）[10]。

## 著作
- 《存在主义咖啡馆：自由、存在和杏子鸡尾酒》（At the Existentialist Cafe: Freedom, Being, and Apricot Cocktails），2016年，ISBN 978-0-701186586
- 《如何生活》（How to Live），2010年
- 《英国丹麦人》（The English Dane），2005年
- 《聪明》（The Smart），2001年